# Badano
Badano es un pequeño paraje rural argentino del partido de Rivadavia, en la provincia de Buenos Aires.

## Ubicación
La localidad se ubica a 43 km al sudoeste de la ciudad de América, a través de un camino rural que bordea las vías del ex Ferrocarril Provincial de Buenos Aires, que se desprende desde la Ruta Nacional 33.
Se encuentra a 21 km del límite con la provincia de La Pampa.

## Población
Durante los censos nacionales del INDEC de 2001 y 2010 fue considerada como población rural dispersa.